# Bustillo de Medina
Bustillo de Medina es una entidad de población española del municipio de Medina de Pomar, perteneciente a la provincia de Burgos, en la comunidad autónoma de Castilla y León.

## Toponimia
El lugar puede aparecer referido como «Bustillo de Medina», «Bustillo» y «Bustillo de Villarcayo».

## Historia
Hacia mediados del siglo XIX, el lugar, por entonces perteneciente al ayuntamiento de Moneo, tenía contabilizada una población de 34 habitantes. Aparece descrito en el cuarto volumen del Diccionario geográfico-estadístico-histórico de España y sus posesiones de Ultramar de Pascual Madoz con las siguientes palabras:

BUSTILLO: l. en la prov., dióc., aud. terr. y c. g. de Burgos (13 1/2 leg.), part. jud. de Villarcayo (1 1/2), ayunt. de Moneo, y vicaria de Miranda de Ebro: sit. en una estensa llanura rodeado de cerros aislados, que dejan correr libremente todos los vientos, constituyendo su clima bastante sano. Forman cuerpo de pobl. 38 casas de 20 á 30 pies de altura, distribuidas en varias calles poco limpias y sin empedrar. Tiene una igl. parr. dedicada á San Pedro, servida por un cura párroco y sacristan, de nombramiento del diocesano en patrimoniales, en parage ventilado y saludable el cementerio, y una buena fuente de cristalinas y delgadas aguas para el surtido del vecindario. Confina por N. Villacomparada; E. Moneo; S. Paralacuesta, y O. Medina de Pomar: el terreno es cascajoso y algo arcilloso, dividido en suertes de primera, segunda y tercera calidad: corre de N. á S. y á 300 pasos de la pobl. el r. Trueba, sobre el cual hay un puente de madera. Los caminos en mediano estado son de servidumbre, y el correo lo recibe de la adm. de Villarcayo. prod.: trigo, cebada, avena, yeros, garbanzos, titos, patatas y alguna fruta; ganado lanar, vacuno, caballar y mular; y caza de liebres, perdices y zorros. pobl. 9 vec., 34 alm., dedicados esclusivamente á la agricultura. contr.: con el ayuntamiento.
(Madoz, 1846, p. 679)

En la actualidad, pertenece al municipio de Medina de Pomar. En 2022, la entidad singular de población tenía empadronados veintisiete habitantes y el núcleo de población, los mismos.

## Patrimonio
Hay en el lugar una iglesia de San Pedro.